# Fallout: New Vegas
| Системные требования | Системные требования     | Системные требования     |
| -------------------- | ------------------------ | ------------------------ |
|                      | Рекомендации             |                          |
| Windows              |                          |                          |
| ОС                   | Windows XP / Vista / 7   | Windows XP / Vista / 7   |
| ЦПУ                  | Dual Core 2 GHz          | Dual Core 2 GHz          |
| Объём ОЗУ            | 2 GB                     | 2 GB                     |
| Место на диске       | 7 GB                     | 7 GB                     |
| Видеокарта           | NVIDIA 6200 / ATI 1300XT | NVIDIA 6200 / ATI 1300XT |

Fallout: New Vegas (букв. «Новый Вегас») — компьютерная ролевая игра с открытым миром, разработанная американской компанией Obsidian Entertainment и выпущенная Bethesda Softworks в 2010 году для Microsoft Windows, PlayStation 3 и Xbox 360. В России игра была выпущена компанией 1С. Игра входит в серию и является каноном вселенной Fallout. В 2010—2012 годах вышел ряд переизданий и загружаемых дополнений.
Действие игры происходит в 2281 году в постапокалиптической Америке, спустя двести лет после мировой ядерной войны и вскоре после событий игры Fallout 3. Игрового персонажа, известного просто как Курьер, нанимают для доставки в город Нью-Вегас (бывший Лас-Вегас) ценной посылки, но Курьер становится жертвой ограбления и едва не погибает, а в течение дальнейшей игры пытается вернуть посылку и отомстить своим обидчикам. Игра предоставляет игроку возможность свободно исследовать Нью-Вегас и его окрестности пустоши Мохаве, самостоятельно находить себе задания и участвовать в противостоянии нескольких сторон, сражающихся за власть над городом и дамбой Гувера.
Хотя игра использует тот же игровой движок, что и предыдущая игра в серии — Fallout 3, схожий геймплей, текстуры и ряд заимствованных игровых ресурсов, она не является прямым продолжением Fallout 3, вместо этого используя темы, элементы мира и некоторых персонажей из Fallout 2 и концепции Fallout: Van Buren, отменённого проекта компании Black Isle Studios. New Vegas получила высокие оценки критиков, отмечавших близость игры к корням серии и огромное количество игрового контента, доступного игроку, но указывавших на большое количество программных ошибок и технических проблем. На конец 2010 года было продано свыше 5 миллионов копий игры.

## История

### Сеттинг
Действие игры происходит в 2281 году, через 4 года после событий игры Fallout 3 в бывшем Лас-Вегасе, сумевшем благополучно пережить Великую войну 2077 года и последующие тёмные века сохранившись лучше, чем другие регионы страны. К этому времени за контроль над городом и окрестностями пустоши Мохаве ведут борьбу три силы:
- Новая Калифорнийская Республика (НКР) — президентско-парламентская республика, значительно усилившаяся и ставшая более милитаризованной со времён Fallout 2. В ходе продвижения на восток ей удалось покорить большую часть Пустошей Мохаве, где в 2277 году впервые столкнулась с Легионом Цезаря в битве за Дамбу Гувера, одержав победу и заняв её.
- Легион Цезаря. Рабовладельческое государство, основанное на культуре Древнего Рима. Возглавляется Цезарем, обладающим неограниченной властью и сумевшим покорить 86 диких племён.
- Мистер Хаус — самопровозглашенный лидер Нью-Вегаса, имеющий в своём распоряжении армию роботов безопасности «Секьюритронов». Являлся директором довоенной организации «РобКо Индастриз». Образ персонажа имеет несколько первоисточников, включая Говарда Хьюза.

Большая часть игры разворачивается в районе Пустошей Мохаве, расположенных на территории бывших штатов Аризона, Калифорния и Невада. Помимо вышеуказанных сторон, в игре существуют второстепенные фракции.

### Сюжет
Главный герой — курьер (пол и внешность игрок выбирает и настраивает самостоятельно), работающий в фирме «Мохавский экспресс», доставляя очередную посылку (платиновую фишку для казино), попадает в засаду Великих Ханов под руководством некоего Бенни и уже без посылки остаётся умирать в неглубокой могиле. Там его находит и откапывает робот-секьюритрон Виктор, после чего относит героя в городок Гудспрингс к местному доктору Митчеллу. Док излечивает героя, проводит пару опросов и тестов (в том числе и тест Роршаха), дарит ему Pip-Boy и костюм жителя убежища, после чего отправляет в Пустошь с незначительными наставлениями. Одна из первостепенных задач главного героя — узнать, для чего нужна эта платиновая фишка и кто пытался его убить.
Дальнейшее развитие игры определяется поступками Курьера, и основывается на многочисленных событиях, действиях основных фракций и персонажей. Первая половина сюжетной линии посвящена поискам Бенни, с которым Курьер хочет разобраться и лишить его платиновой фишки. Поступки главного героя по отношению к фракциям и персонажам выливаются в положительную или отрицательную карму. Обнаружив Бенни и фишку, Курьер обнаруживает себя в центре конфликта между тремя главными фракциями региона: Легионом Цезаря, Новой Калифорнийской Республикой и мистером Хаусом. Каждый из них стремится заполучить Дамбу Гувера, которая продолжает работать и снабжать юго-запад чистой водой и электроэнергией и символизирует власть над этим регионом. По ходу игры выясняется, что мистер Хаус — человек из XXI века, сумевший пережить Великую Войну в камере жизнеобеспечения, заказал платиновую фишку ещё до начала боевых действий, но не получил её по причине начала ядерных ударов на территории Вегаса. Фишка оказывается устройством для хранения данных с программой, способной обновить секьюротронов до наивысшего уровня боевой эффективности. Именно Бенни похитил её, желая взять контроль над силами безопасности Хауса и захватить Нью-Вегас с помощью перепрограмированного секьюротрона Йес Мэна.
Курьер узнаёт о нападении Легиона Цезаря на Дамбу Гувера, которую обороняют войска НКР под предводительством генерала Оливера. В зависимости от выбора Курьера, он может уничтожить дамбу, завоевать её для легиона, защитить для НКР или подключить энергетические системы сооружения к сети мистера Хауса, чтобы Хаус или Йес Мэн взяли дамбу под свой контроль. Игра оканчивается рассказом в формате слайд-шоу, показывающим последствия действий Курьера, итог битвы за Дамбу, действия победившей фракции в Нью-Вегасе и Пустошах Мохаве и судьбы второстепенных фракций, на которые влияют их отношения с игроком и отношение доминирующей силы Пустоши Мохаве.

### Концовки
В конечном счёте игроку предстоит определить судьбу Пустошей Мохаве, выбрав одну из игровых сторон, при этом отдав предпочтение, решая судьбы третьих организаций (данная часть игры относится к третьему акту):
1. Йес-мэн (квест Ни богов, ни господ) — объединившись с ним, Курьер будет действовать в одиночку (если ему удастся помочь Йес-мэну взять под контроль Нью Вегас и секьюритронов мистера Хауса) и попытается взять Дамбу Гувера самостоятельно (двумя взаимоисключающими способами). Главный герой должен убедить генерала Оливера и легата Лания отступить, в противном случае придётся убить их. В итоге дуэт захватывает дамбу и обеспечивает независимость Нью Вегаса.
2. Мистер Хаус (Всё или ничего) — Курьер должен проникнуть в диспетчерскую на дамбе, чтобы установить чип перезагрузки для снабжения энергией армии секьюритронов. Главный герой должен убедить генерала Оливера и легата Лания отступить, в противном случае придётся убить их. Мистер Хаус со своей армией вытесняют НКР и Легион из района Дамбы Гувера, также сохраняя контроль над Нью Вегасом.
3. Легион Цезаря (Пришёл, увидел, победил) — Курьер участвует в финальной атаке на дамбу. Пробившись с боем в штаб НКР, он должен добиться капитуляции генерала Оливера или убить его. Легион захватывает дамбу и принуждает НКР к отступлению, тем самым обретя рабовладельческую власть над Нью-Вегасом и Пустошью Мохаве.
4. Новая Калифорнийская Республика (Эврика!) — Курьер участвует в обороне дамбы от войск Легиона. Ему предстоит возглавить нападение на лагерь противника, где на встрече с легатом Ланием нужно убедить последнего капитулировать или убить его. НКР выигрывает битву, аннексируя Нью-Вегас и Пустошь Мохаве.

## Геймплей

### Репутация и диалоги
Количество фракций в игре побудило разработчиков вернуть систему репутации, которая отсутствует в Fallout 3. Репутация влияет на степень лояльности каждой фракции по отношению к игроку. Каждый выбор отражается на поведении NPC и ситуациях в игровом мире. Высшая степень лояльности фракции даёт игроку доступ к особому убежищу и небольшому бонусу. Низшая степень лояльности проявляется в отряде убийц, посланных ликвидировать героя.
Варианты продолжения диалога зависят от кармы и репутации. Навыки также могут открыть новые варианты ответов в диалогах. Для удачного внушения нужен в определённой мере развитый навык красноречия (в отличие от Fallout 3, где успешное внушение имело фиксированную вероятность для различных реплик, а успех или неудача выбирались случайным образом).

### Напарники
Поведение напарников контролируется с помощью специального интерфейса («Спутниковый круг»), позволяющего давать основные команды без использования текстового диалога как в Fallout 3 (хотя возможность использования текстового диалога имеется). У каждого напарника имеется личный квест. В напарники можно взять только одного человека, мутанта или гуля и одного робота или собаку. Харизма персонажа влияет на силу напарников. Также каждый из спутников добавляет Курьеру специальные способности, которые действуют только до тех пор, пока рядом есть напарник. В обычном режиме, когда здоровье напарников становится равным нулю, они только теряют сознание, и через некоторое время они вновь в строю. В режиме «Хардкор» за здоровьем напарников нужно следить не меньше, чем за своим, ведь в этом режиме напарники будут умирать, а не терять сознание.

### Оружие
В Fallout: New Vegas представлены новые виды оружия и система их модификации. Система модификации оружия позволяет устанавливать (причём безвозвратно) оптические прицелы, изменять скорострельность и вместимость магазина, вес, а также урон, наносимый оружием. Как и в предыдущей игре, имеются уникальные виды оружия, усовершенствованные заранее.

### Хардкорный режим
В Fallout: New Vegas доступен особо сложный «хардкорный» режим, призванный сделать игру более приближенной к реальности, а приключения персонажа — более напряженными. Хотя игра содержит и «обычный» высокий уровень сложности, «хардкорный» режим отличается от него привнесением в игру новых механик или изменением старых: так, в этом режиме все предметы в рюкзаке персонажа, даже такие мелкие, как отдельные патроны, имеют ненулевой вес; персонаж должен регулярно есть, пить и спать, чтобы не умереть от голода или жажды, причем многие источники воды в игре радиоактивны. Лечащие предметы — стимуляторы — восстанавливают здоровье постепенно, а не сразу, и не могут вылечить сломанные кости: переломы нужно лечить у доктора или с помощью специальных предметов. Напарники героя при потере всего здоровья умирают, а не просто теряют сознание. По выражению представителя Bethesda Джейсона Бергмана, в появлении в игре хардкорного режима «речь не столько о сложности, сколько о том, чтобы сделать каждое ваше решение, то, как вы играете в игру, намного более осмысленным». Руководитель разработки игры Джош Сойер отмечал, что хардкорный режим появился в игре благодаря отзывам от сообщества игроков в Fallout 3 — многим игрокам игра казалась слишком простой, и среди них пользовались популярностью модификации, дополнительно усложняющие игру. Хардкорный режим можно включить и выключить в любой момент. Игрок, прошедший всю игру в этом режиме, получает специальное достижение.

### Мини-игры
В игре присутствуют слоты, рулетка и блек-джек. Также присутствует игра «Караван». Это особая карточная игра, присущая только Fallout: New Vegas. Также присутствуют мини-игры из Fallout 3, такие, как взламывание компьютеров и взлом замков.

## Дополнения
Характерной отличительной чертой Fallout: New Vegas от его предшественника является то, что все четыре официальных DLC в той или иной степени объединены общим сюжетным лейтмотивом, связанным с Улиссом — курьером «Мохаве Экспресс», отказавшимся выполнять тот самый заказ, который впоследствии достался главному герою игры. Улисс упоминается как в оригинальной игре, так и во всех дополнениях, и появляется лично только в Lonesome Road.
Кроме того, ни одно из DLC не позволит продолжить игру после завершения основной сюжетной линии, как это делало Broken Steel для Fallout 3.

### Dead Money (Мёртвые деньги)
Выпуск Dead Money, первого официального дополнения, состоялся 21 декабря 2010 года для Xbox Live и 22 февраля 2011 года для PS3 и ПК. По сюжету, последовав за радиосигналом, герой попадает в ловушку к человеку по имени Элайджа (бывший старейшина капитула Братства Стали в Мохаве), который пытается с помощью героя и трёх других персонажей проникнуть в казино Сьерра-Мадре. Согласно легенде, в хранилище казино находится огромное сокровище. Вначале главному герою необходимо найти ещё 3-х пленников Элайджи:
1. Дог/Бог — супермутант-тень, болен раздвоением личности. Одна его личность — разумный и чуть нагловатый Бог, вторая — тупой и покорный Дог. В конце игрок может как помочь одной из личностей супермутанта взять верх над другой, так и объединить обе его личности в одну, излечив его от безумия. Дог и Бог не могут управлять телом одновременно, можно разбудить или Дога, или Бога, причём способности они дают разные. Основанием для раздвоения личности служит длительное ношение стелс-боя, прибора временной невидимости, оказывающего доказанное отрицательное воздействие на психику.
2. Дин Домино — гуль, в довоенное время был известным певцом, наглый и самоуверенный хам. В ходе игры протагонист узнает, что Дин пытался украсть сокровища ещё 200 лет назад, но из-за ядерных боеголовок не успел свершить свой план. Интересно: его довоенные плакаты часто встречаются в Мохаве. Способности: Токсикоман.
3. Кристин Ройс — загадочная девушка, которую протагонист находит запертой в мед-автодоке. Её лицо уродуют ужасные шрамы, а сама она частично больна амнезией. В начале не может говорить и указывает жестами, но после обретает возможность говорить, но «чужим» голосом. В дальнейшем выясняется, что Кристин — писец Братства стали, которая хотела убить Элайджу за прошлые обиды. Так же выясняется, что Дин Домино с помощью автодока произвел Кристин пересадку голоса довоенной певицы Веры, чей голос является ключом к открытию сокровища Сьерра-Мадре, что объясняет её первое появление.

До определённого момента любой из них может быть напарником протагониста.
Всё дополнение с его историей есть дань уважения к приключенческому роману Бруно Травена «Сокровища Сьерра-Мадре» и одноимённому кинофильму американского режиссёра Джона Хьюстона  1948 года выпуска.

### Honest Hearts (Честные сердца)
Действие дополнения разворачивается в национальном парке Зайон, штат Юта. В нём игрок становится невольным участником войны между местными племенами дикарей, спровоцированной желанием одного из них присоединиться к Легиону Цезаря. В нём появляются новые враги, способности и оружие, а в сюжете непосредственно действует легендарный и таинственный Джошуа Грэхем, более известный как Горелый, бывший легат и соратник Цезаря и уроженец мормонского города Нового Ханаана, расположенного у берегов Большого Солёного озера.

### Old World Blues (Блюз старого мира)
В Old World Blues игрок узнает о происхождении некоторых мутантов Мохаве, став подопытным в научном эксперименте, который проходит не так уж гладко… Ему предстоит обыскать довоенный исследовательский центр Большая Гора в поисках технологий, которые помогут противостоять похитителям, либо объединиться с ними перед лицом ещё большей угрозы.

### Lonesome Road (Одинокая дорога)
Это дополнение возвращает нас к тому, с чего все и начиналось. Наш герой был не единственным, кому было дано задание доставить платиновую фишку, курьеров было несколько. История этого дополнения сводит нас с Улиссом, другим курьером, который по какой-то причине настойчиво зазывает главного героя в руины города Хоупвиль. Для этого игрок отправляется в область Пустоши, полностью разрушенную метеорологическими экспериментами учёных Большой Горы и взрывами МБР — в «Разлом» (англ. Divide). Интересно, что в одном из мест в игре без дополнений можно найти камень с надписью «Lonesome Road».

### Gun Runners’ Arsenal (Арсенал «Оружейников»)
Gun Runners' Arsenal добавляет в игру 27 новых видов боеприпасов, 38 новых видов оружия, 40 модификаций для уже существующих или новых видов оружия, одну новую способность. Кроме того, добавляется 21 испытание и 5 достижений.

### Ultimate Edition
3 ноября 2011 года Bethesda объявила о специальном издании Fallout: New Vegas — Ultimate Edition, которое будет включать в себя копию игры и весь загружаемый контент. Оно должно было поступить в продажу 7 февраля 2012 года в Северной Америке и 10 февраля в Европе для PC, PlayStation 3 и Xbox 360. Релиз в России неоднократно переносился: весна 2012 года, 13 июля. Официально издание вышло 24 августа 2012 года и представляет собой английскую версию дополнения с русскими субтитрами. Издание Ultimate Edition доступно для жителей России в сервисе цифровой дистрибуции Steam (в том числе и на русском языке).

### Courier’s Stash
Данное дополнение предоставляет доступ к вещам, которые были даны при предзаказе игры. В дополнение входят 4 набора: Caravan Pack, Classic Pack, Mercenary Pack, Tribal Pack. Каждый набор содержит снаряжение, оружие и медикаменты, которые помогут игроку в начале игры.

## Разработка
В 2003 году компания Interplay Entertainment — предыдущий издатель серии Fallout — в связи с финансовыми трудностями закрыла свою внутреннюю студию Black Isle Studios, ранее разработавшую первые игры серии. Это означало и отмену Van Buren — разрабатываемого Black Isle Studios проекта Fallout 3. Незадолго до окончательного закрытия Black Isle Studios ряд её ключевых сотрудников основал новую независимую студию Obsidian Entertainment. В 2004 году Interplay Entertainment продала права на разработку и издание игры Fallout 3 и ещё двух сиквелов другой компании, Bethesda Softworks; в 2007 году Bethesda Softworks выкупила и остальные права на серию Fallout.
Игра Fallout 3, разработанная Bethesda Game Studios и выпущенная Bethesda Softworks в 2008 году, не использовала наработок Van Buren и заметно отличалась от предыдущих игр серии: если они представляли собой пошаговые игры с изометрической графикой, Fallout 3 помещала игрового персонажа в полностью трехмерный мир с геймплеем, напоминающим шутеры от первого лица, хотя и с добавлением основанной на очках действия системы V.A.T.S.. Игра Fallout 3 приобрела большой критический и коммерческий успех. В то время как Bethesda Game Studios была занята другим проектом — The Elder Scrolls V: Skyrim — Bethesda Softworks привлекла к созданию продолжения Obsidian Entertainment; таким образом, в создании Fallout: New Vegas участвовал ряд разработчиков, ранее работавших над Fallout 2 и отмененной Van Buren, в том числе Крис Авеллон и Джош Сойер. Сойер занял пост руководителя разработки, Авеллон исполнял роль сценариста и также руководил разработкой загружаемых дополнений к игре.
Разработка игры началась в феврале 2009 года. New Vegas с самого начала задумывалась как самостоятельная игра, спин-офф, а не продолжение какой-то предыдущей игры серии и не новая «номерная» часть — Джош Сойер предпочитал сравнивать New Vegas с Grand Theft Auto: Vice City. По согласованию Bethesda и Obsidian действие игры было перенесено на запад США по сравнению с Fallout 3, что позволило внести в игру идеи и персонажей из Fallout 2 и отмененной Van Buren, продолжив показанную в этих играх историю бывших западных штатов и расцвета Новой Калифорнийской республики. По словам руководителя Obsidian Фергюса Уркхарта, предложение вновь сделать местом действия игры западном побережье США, а не восточное, было первым же предложением со стороны его студии; разработчики обдумывали возможность вновь показать в игре Нью-Рино, город, уже появлявшийся в Fallout 2. Представители Bethesda не одобрили предложение поместить действие Fallout: New Vegas во временной промежуток между Fallout и Fallout 2 — сделав игру, таким образом, приквелом, а не продолжением Fallout 3; однако дали согласие на помещение действия игры в постапокалиптическую версию Лас-Вегаса. Первоначальный трехстраничный концепт-документ игры на стадии переговоров с Bethesda носил название Fallout: Sin City; позже это название было изменено на Fallout: Vegas и, наконец, Fallout: New Vegas. По одной из начальных задумок Obsidian, у игрока при создании персонажа должен был быть выбор между тремя «расами» — людьми, супермутантами и гулями, но от этой идеи было решено отказаться из-за возможных проблем, связанных с игровым движком.
Сюжет и сеттинг New Vegas во многом опирались на наработки проекта Van Buren, разработкой которого также руководил Сойер. Одним из самых значительных элементов, перенесенных из Van Buren в Fallout: New Vegas, стал Легион Цезаря — одна из группировок, первоначально созданных для Van Buren. Разработчики также включили в игру и другие группировки из предыдущих игр серии Fallout, например, Братство Стали или Новую Калифорнийскую республику, но при этом избегали изображения любой стороны как «доброй» или «злой» — в Fallout: New Vegas группировки были представлены скорее как потенциальные соперники, и игрок в ходе игры мог сотрудничать с любой из них. Из Van Buren также перешёл ряд идей, связанных со спутниками игрового персонажа — более развитые диалоги с ними, собственные задания спутников, более сложная система управления спутниками, чем это было в других играх серии. Как и в предыдущих играх, в New Vegas используется ретрофутуристический стиль, напоминающий об Америке 1950-х годов; при этом New Vegas захватывает и несколько более поздние образы и темы, относящиеся уже к 1960-м. Джош Сойер считал такое расширение органическим, поскольку Fallout и Fallout 2 строились именно на стилистике 1950-х годов, а новая игра — New Vegas — должна была стать их продолжением. Конечной точкой для этого стилистического сдвига по времени служило убийство Джона Кеннеди: разработчики не позволяли себе использовать музыку или другие образы из более поздних эпох.
Чтобы сделать мир игры более достоверным и облегчить ориентирование игрока на местности, Obsidian использовала данные Геологической службы США о реальных окрестностях Лас-Вегаса; кроме того, Джош Сойер лично ездил в Лас-Вегас на мотоцикле и осмотрел местность, на которой находится Лас-Вегас-Стрип. Так, на карту мира игры были нанесены различные реально существующие автомагистрали, а также различные высотные сооружения, видимые издалека. При этом разработчики руководствовались следующим правилом: от каждого ориентира должно было видно три других. Одним из первых введенных в игру ориентиров стал «Динозавр Динки» — огромная статуя тираннозавра в вымышленном городке Новак близ Лас-Вегаса; её реальный прообраз находится в городке Кабазон, штат Калифорния, в четырёх часах езды от Лас-Вегаса.
Разработка игры заняла полтора года — относительно небольшой срок для игры таких масштабов. Как и Fallout 3, New Vegas использует игровой движок Gamebryo; при этом разработчики постарались улучшить программный код предыдущей игры, усовершенствовать графику, в частности, освещение — так, это позволило показать в игре Лас-Вегас-Стрип с его неоновыми вывесками. Студия Obsidian также усовершенствовала игровые механики, связанные со стрельбой из огнестрельного оружия — так, в New Vegas у оружия появились механические прицелы, что позволяет игроку вести бой, не прибегая к системе V.A.T.S., тогда как в Fallout 3 игрок был вынужден задействовать V.A.T.S. всякий раз, чтобы прицелиться в удаленного врага. Разработчики внимательно следили за сообществом создателей модификаций к Fallout 3 и тем, как авторы таких модификаций преодолевали ограничения игрового движка, даже не имея доступа к исходному коду. Obsidian внедряла в New Vegas полученный таким образом опыт — это касалось, в частности, появления в игре системы модификации оружия, лечения персонажа и режимов сложности игры. Хотя студия и не приняла на работу никого из создателей модификаций к Fallout 3, в начале 2010 года Obsidian наняла Хорхе Сальгадо, создателя модификации Oscuro’s Oblivion Overhaul для The Elder Scrolls IV: Oblivion — его опыт в работе с движком Gamebryo оказался очень ценным для коллектива разработчиков, которые сами такого опыта не имели.
Версия игры для Microsoft Windows использует программный интерфейс Steamworks, созданный компанией Valve — в частности, таким образом были реализованы система достижений, облачное хранение сохранений игры и техническая защита авторских прав (DRM). В июне 2017 года цифровой магазин GOG.com начал продажи версии игры без DRM.
В версии игры для Windows возможно использование различных модификаций, в том числе созданных самими пользователями. Для создания пользовательских модификаций игры Fallout: New Vegas может быть использован выпущенный ранее редактор игры Fallout 3, который носит название G.E.C.K. (Garden of Eden Creation Kit) и его обновление до версии 1.5. Однако наилучшие результаты, использующие все нововведения в игру Fallout: New Vegas, можно получить только с использованием конструктора — Fallout New Vegas — Garden of Eden Creation Kit v1.6, доступный для скачивания на официальном сайте Bethesda.
Fallout: New Vegas была анонсирована в апреле 2009 года. Первый ролик-тизер появился в Интернете в первых числах февраля 2010 года. Двухминутный видеоролик, помимо вида на Нью-Вегас, содержит ставшую эпиграфом к каждой из игр серии Fallout фразу «War. War never changes» (с англ. — «Война. Война никогда не меняется»), которую произносит Рон Перлман. Последнее дополнение к Fallout New Vegas вышло 20 сентября 2011 года.

### Озвучивание
Участие в озвучивании игры приняли: Рон Перлман, Мэтью Перри, Вэйн Ньютон, Уильям Сэдлер, Закари Ливай, Фелиция Дэй, Майкл Дорн, Крис Кристофферсон, Дэнни Трэхо, Джон Доман, Рене Обержонуа, Стивен Блум.
Локализация игры в России осуществлена компанией 1С. Однако, в отличие от Fallout 3, игра представлена в оригинальном озвучивании, переведён лишь текст. Русская версия игры на русский язык не озвучивалась, были переведены (и добавлены в роликах) субтитры, а также элементы интерфейса. Дополнения официально локализованы в издании игры «Ultimate Edition».

### Саундтрек
Музыку к Fallout: New Vegas, так же, как и к её предшественнице, Fallout 3, написал известный композитор Инон Зур. Кроме того, в некоторых местах игры используются композиции Марка Моргана из первых двух частей Fallout. На внутриигровых радиостанциях можно услышать песни 1940-х — 1960-х гг.:

#### Радио Нью Вегас
1. Дин Мартин — «Ain’t That a Kick in the Head»
2. Фрэнк Синатра — «Blue Moon»
3. Марти Роббинс — «Big Iron»
4. Кей Кайсер — «Jingle, Jangle, Jingle»
5. The Ink Spots — «It’s a Sin to Tell a Lie»
6. Нэт Кинг Коул — «Love Me As Though There Were No Tomorrow»
7. Хелен Форрест[англ.] — «Mad About the Boy»
8. Бинг Кросби — «Something’s Gotta Give»
9. Пегги Ли — «Why Don’t You Do Right?»

#### Радио Чёрная гора
1. Марти Роббинс — «Big Iron»
2. Хэнк Томпсон[англ.] — «Hangover Heart»
3. Гай Митчелл — «Heartaches by the Number»
4. Эдди Арнольд — «It’s a Sin»
5. Пегги Ли — «Johnny Guitar»
6. Джонни Бонд[англ.] — «Stars of the Midnight Rangers»

#### Телевидение
- Нэт Кинг Коул — «Orange Colored Sky»

## Отзывы и продажи
| Сводный рейтинг    | Сводный рейтинг     | Сводный рейтинг     | Сводный рейтинг   |
| Издание            | Оценка              | Оценка              | Оценка            |
| Издание            | PC                  | PS3                 | Xbox 360          |
| ------------------ | ------------------- | ------------------- | ----------------- |
| GameRankings       | 83,89 %             | 83,11 %             | 83,84 %           |
| Metacritic         | 84/100 (39 обзоров) | 82/100 (57 обзоров) | 84/100 (81 обзор) |
| Иноязычные издания |                     |                     |                   |
| Издание            | Оценка              | Оценка              | Оценка            |
| Издание            | PC                  | PS3                 | Xbox 360          |
| GameSpot           | 8,5/10              | 7,5/10              | 7,5/10            |

| Иноязычные издания    | Иноязычные издания   |
| Издание               | Оценка               |
| --------------------- | -------------------- |
| 1UP.com               | B                    |
| CVG                   | 8,1/10               |
| Eurogamer             | 9/10                 |
| G4                    | 4/5                  |
| Game Informer         | 8,5/10               |
| GamePro               | [ 67 ] [ 68 ] [ 69 ] |
| GameRevolution        | A-                   |
| GameSpy               | [ 73 ] [ 74 ] [ 75 ] |
| GamesRadar+           | 9/10                 |
| GameTrailers          | 8,6/10               |
| IGN                   | 8,5 / 10 9,0 / 10    |
| XboxAddict            | 89 %                 |
| Русскоязычные издания |                      |
| Издание               | Оценка               |
| Absolute Games        | 82 %                 |
| PlayGround.ru         | 8,7/10               |
| StopGame.ru           | Изумительно          |
| «Игромания»           | 8,5/10               |
| «Игры Mail.ru»        | 9/10                 |
| «Страна игр»          | 9,5/10               |
| itc.ua                | 4,5/5                |

| Сводный рейтинг | Сводный рейтинг |
| Агрегатор       | Оценка          |
| --------------- | --------------- |
| GameRankings    | 71,83 %         |

| Сводный рейтинг | Сводный рейтинг |
| Агрегатор       | Оценка          |
| --------------- | --------------- |
| GameRankings    | 65,21 %         |

| Сводный рейтинг | Сводный рейтинг |
| Агрегатор       | Оценка          |
| --------------- | --------------- |
| GameRankings    | 66,33 %         |

Непосредственно после выхода Fallout: New Vegas получила преимущественно положительные оценки прессы. Обозреватели отмечали как сильные стороны улучшения и в геймплее, и в содержании игры по сравнению с Fallout 3, но при этом отмечали многочисленные технические проблемы и вторичность по отношению к предыдущей игре. New Vegas добилась коммерческого успеха: к ноябрю 2010 в магазины было отгружено более 5 миллионов физических копий игры, и продажи дисков с игрой принесли издателю свыше 300 миллионов долларов; представители Bethesda также описывали цифровые продажи как «значительные» и в целом были «в восторге» от успеха игры. В 2015 году аналитическая фирма EEDAR оценивала общие продажи New Vegas в 11,6 миллиона копий — немного меньше, чем у Fallout 3, но больше, чем у The Elder Scrolls IV: Oblivion. Летом 2018 года, благодаря уязвимости в защите Steam Web API, стало известно, что точное количество пользователей сервиса Steam, которые играли в игру хотя бы один раз, составляет 5 222 533 человека, а в версию Fallout: New Vegas PCR для Польши, Чехии и России — 690 496 человек.
В последующие годы после выхода отношение к Fallout: New Vegas изменилось — её называли «культовой» и «классической», противопоставляя как предшествующей Fallout 3, так вышедшей позже Fallout 4. В 2020 году редактор Eurogamer Уэсли Ин-Пул в статье, посвященной десятилетию игры, писал, что пусть New Vegas и страдала на момент выхода от вороха технических проблем, но «за последующее десятилетие репутация игры становилась всё лучше, и к нынешним временам она считается одной из лучших, если не самой лучшей, игрой серии Fallout». Сайт GamesRadar в 2021 году называл New Vegas лучшей игрой серии, «почти идеальным примером того, какой должна быть RPG» «Игромания» в 2020 году ставила New Vegas на второе место в списке лучших ролевых игр десятилетия после «Ведьмак 3: Дикая Охота», заявляя, что содержимое игры — персонажи, квесты, различные «мелочи» — таковы, что New Vegas оставалась бы интересной, даже если бы её перенесли на движок самых старых частей серии.